# James Herring (Boxer)
James Red Herring oder bürgerlich James Bryan Herring (* 19. März 1896 in Utica, New York, USA; † 7. Mai 1974) war ein US-amerikanischer Boxer. Im Jahre 1925 wurde er erster Weltmeister des Verbandes NBA im Halbweltergewicht.